# Сеидов, Миргасан Миргейдар оглы
Миргасан Миргейдар оглы Сеидов (азерб. Mirhəsən Mirheydər oğlu Seyidov; род. 15 июля 1989, Сумгаит) — глава исполнительной власти Нефтечалинского района.

## Биография
Родился 15 июля 1989 года в г. Сумгаит. В 2010 году окончил факультет налогов и налогообложения университета «Азербайджан». В 2014 году получил степень магистра делового администрирования Азербайджанского государственного экономического университета.
С 2005 года работал в Национальном совете молодёжных организаций Азербайджана. С сентября 2005 года работал в ресурсном центре молодёжи совета. С января 2006 года являлся председателем департамента по работе с регионами совета. С июля 2007 года — председатель департамента по работе с проектами совета. 
С мая 2009 года являлся руководителем азербайджанской делегации в Объединении тюркской молодёжи мира.
С декабря 2009 года являлся заместителем главного секретаря Национального совета молодёжных организаций.
С февраля 2012 года являлся руководителем азербайджанского официального фан-клуба конкурса Евровидение.
В мае 2012 года являлся членом правления Международного европейского движения от Азербайджана.
С 27 июня 2014 года являлся председателем общественного объединения «Ирели».
29 мая 2015 года избран сроком на 6 лет в совет по вещанию Общественного телевидения.
С 2007 года участвовал в мероприятиях Европарламента, Совета Европы, ЮНИСЕФ, Европейского союза, Европейского молодёжного форума, Программы развития ООН, Европейского фонда молодёжи в более, чем 35 странах.
Участвовал в проектах на тему йодированной соли, здорового образа жизни, экологического просвещения, молодёжной политики Азербайджана.
С 4 марта 2017 года являлся членом наблюдательного совета Фонда молодёжи Азербайджана.
С 21 сентября 2017 года — член наблюдательного совета Министерства науки и образования Азербайджана.
С 8 января 2018 года являлся генеральным секретарём Федерации карате Азербайджана
С 13 октября 2019 годя являлся президентом молодёжной платформы Тюркского совета.
22 октября 2019 года избран членом общественного совета Министерства экологии и природных ресурсов Азербайджана.
Глава исполнительной власти Нефтечалинского района (с 5 марта 2020).